# Nationaldemokraterna
Nationaldemokraterna (Die Nationaldemokraten) war eine kleine politische Partei in Schweden. Sie entstanden aus einer Teilung der Sverigedemokraterna (Schwedendemokraten) im Oktober 2001. Sie galten als eine Partei des rechtsextremen Spektrums. Die Partei unterhielt Kontakte zu einigen anderen rechtsgerichteten Parteien in Europa, so z. B. zur italienischen Lega Nord oder zur British National Party in Großbritannien. Anfang 2014 löste sich die Partei auf.
Die Jugendorganisation der Partei heißt Nationaldemokratisk Ungdom (NDU; nationaldemokratische Jugend).

## Geschichte
Die Nationaldemokraterna wurden von Anders Steen gegründet, der von 2001 bis 2004 Parteivorsitzender war. Am 3. Oktober 2004 wurde Tomas Johansson zu seinem Nachfolger gewählt, bevor am 9. Dezember 2005 Nils-Eric Hennix den Parteivorsitz übernahm, wobei die von ihm bis dahin geführte Partei, die erst zwei Jahre alte Frihetspartiet (Freiheitspartei), komplett in den Nationaldemokraten aufging. Seit dem 18. November 2006 ist Marc Abramsson Vorsitzender der Partei.

## Ideologie
Die Ideologie der Partei ist nationalistisch (bzw. nationaldemokratisch). Zu den Kernpunkten des Parteiprogramms gehören:
- Begrenzung der Einwanderung;
- Bewahrung traditioneller schwedischer Kultur, unter anderem auch durch Verbote von Moscheen;
- Kein Verkauf von Medien an ausländische Investoren;
- Verteidigung eines konservativen Familienideals und Ablehnung von „pervertierten“ Lebensformen wie z. B. homosexueller Lebensgemeinschaften;
- Austritt aus der EU.

## Wahlergebnisse
Die Nationaldemokraterna können nur auf lokale Wahlerfolge verweisen. Die landesweite Unterstützung für die Partei sank seit 2002 kontinuierlich. Bei den letzten Wahlen zum schwedischen Reichstag im Jahr 2010 erreichten sie nur 0,02 % der Stimmen. 2006 hatten sie noch 0,06 % erreicht, bei den Wahlen 2002 noch 0,08 %.
Bei den Kommunalwahlen 2002 erhielten sie insgesamt vier Mandate in Kommunalversammlungen; je zwei in den Gemeinden Södertälje und Haninge, die beide südlich der Hauptstadt Stockholm liegen. Bei den Wahlen 2006 verloren sie die Mandate in Haninge, behielten jedoch die in Södertälje. Zusätzlich gewannen sie ein Mandat in der Gemeinde Nykvarn, eine Nachbargemeinde von Södertälje. Bei den Wahlen 2010 verlor die Partei in beiden Kommunen leicht, konnte aber ihre Sitze halten.